# Намибия на Олимпийских играх
Намибия впервые приняла участие в летних Олимпийских играх в 1992 году в Барселоне, и с тех пор не пропускала ни одной летней Олимпиады. В зимних Олимпийских играх Намибия не участвовала.
Единственный намибийский призёр Олимпийских игр Фрэнки Фредерикс завоевал  4 серебряные медали в соревнованиях по лёгкой атлетике.
Национальный олимпийский комитет Намибии был создан в 1990 году, и признан МОК на следующий год.

## Медалисты
| Медаль  | Спортсмен        | Игры           | Вид спорта      | Дисциплина     |
| ------- | ---------------- | -------------- | --------------- | -------------- |
| Серебро | Фрэнки Фредерикс | 1992 Барселона | Лёгкая атлетика | 100 м, мужчины |
| Серебро | Фрэнки Фредерикс | 1992 Барселона | 200 м, мужчины  |                |
| Серебро | Фрэнки Фредерикс | 1996 Атланта   | Лёгкая атлетика | 100 м, мужчины |
| Серебро | Фрэнки Фредерикс | 1996 Атланта   | 200 м, мужчины  |                |

## Медальный зачёт
| Игры                | Золото | Серебро | Бронза | Всего |
| ------------------- | ------ | ------- | ------ | ----- |
| 1992 Барселона      | 0      | 2       | 0      | 2     |
| 1996 Атланта        | 0      | 2       | 0      | 2     |
| 2000 Сидней         | 0      | 0       | 0      | 0     |
| 2004 Афины          | 0      | 0       | 0      | 0     |
| 2008 Пекин          | 0      | 0       | 0      | 0     |
| 2012 Лондон         | 0      | 0       | 0      | 0     |
| 2016 Рио-де-Жанейро | 0      | 0       | 0      | 0     |
| 2020 Токио          | 0      | 1       | 0      | 1     |
| 2024 Париж          |        |         |        |       |
| Всего               | 0      | 5       | 0      | 5     |

## См.также
- Список знаменосцев Намибии на Олимпийских играх
- Намибия на Паралимпийских играх
- Намибия на Универсиадах
- Намибия на юношеских Олимпийских играх
- Намибия на Играх Содружества
- Намибия на Африканских играх